# Lennart Andersson (friidrottare)
Agne Lennart Agnred, ursprungligen Andersson, född 17 januari 1914 i Lund, död 18 december 1997 i Göteborg, var en svensk friidrottare (tresteg). 
Han vann, under namnet Andersson, SM-guld i tresteg åren 1937 till 1939 samt 1945. I stående höjdhopp vann han år 1937. Han tävlade för IFK Helsingborg, GF Idrott, Örgryte IS samt IF Sleipner. Han var far till Knut Agnred.
Lennart Agnred är begravd på Östra kyrkogården i Göteborg.